# Campionati europei di atletica leggera 2018 - Marcia 50 km femminile
La marcia 50 km femminile ai campionati europei di atletica leggera 2018 si è svolta il 6 agosto 2018.

## Podio
| Oro     | Inês Henriques Portogallo |
| Argento | Alina Cvilij Ucraina      |
| Bronzo  | Júlia Takács Spagna       |

## Record
Prima di questa competizione, il record del mondo (RM) e il record europeo (EU) erano i seguenti:
| Record          | Prestazione | Atleta                    | Data                               | Competizione  |
| --------------- | ----------- | ------------------------- | ---------------------------------- | ------------- |
| Record mondiale | 4h04'36     | Liang Rui Cina            | 5 maggio 2018 Taicang, Cina        |               |
| Record europeo  | 4h05'56     | Inês Henriques Portogallo | 13 agosto 2017 Londra, Regno Unito | Mondiali 2017 |

Il record dei campionati non è presente perché è la prima volta che questa gara viene disputata ai campionati europei.

## Risultati
| Pos. | Nome                     | Nazionalità | Tempo   | Note                          |
| ---- | ------------------------ | ----------- | ------- | ----------------------------- |
|      | Inês Henriques           | Portogallo  | 4h09'21 | Record dei campionati         |
|      | Alina Cvilij             | Ucraina     | 4h12'44 | Record nazionale              |
|      | Júlia Takács             | Spagna      | 4h15'22 |                               |
| 4    | Chrystyna Judkina        | Ucraina     | 4h20'46 | Miglior prestazione personale |
| 5    | Wassylyna Witowschtschyk | Ucraina     | 4h23'15 | Miglior prestazione personale |
| 6    | Mária Czaková            | Slovacchia  | 4h24'59 |                               |
| 7    | Ainhoa Pinedo            | Spagna      | 4h27'03 |                               |
| 8    | Mar Juárez               | Spagna      | 4h28'58 | Miglior prestazione personale |
| 9    | Dušica Topić             | Serbia      | 4h30'43 | Record nazionale              |
| 10   | Mariavittoria Becchetti  | Italia      | 4h31'41 | Miglior prestazione personale |
| 11   | Nadseja Daraschuk        | Bielorussia | 4h35'14 |                               |
| 12   | Ivana Renić              | Croazia     | 4h35'39 | Record nazionale              |
| 13   | Tiia Kuikka              | Finlandia   | 4h35'56 |                               |
| 14   | Lucie Champalou          | Francia     | 4h52'38 |                               |
|      | Joanna Bemowska          | Polonia     | dnf     |                               |
|      | Agnieszka Ellward        | Polonia     | dnf     |                               |
|      | Semiha Mutlu             | Turchia     | dnf     |                               |
|      | Nastassja Jazewitsch     | Bielorussia | dnf     |                               |
|      | Anett Torma              | Ungheria    | dq      | 230.7 (a)                     |